# Isabelle Brian
Isabelle Brian, née en 1960, est une historienne spécialiste d'histoire religieuse sous l'Ancien Régime. Elle est professeure d'histoire moderne à l'université de Lorraine depuis 2016.

## Biographie
Isabelle Brian est une ancienne élève de l'École normale supérieure de jeunes filles (promotion 1981). Elle a soutenu en 1994 sa thèse intitulée « Les génovéfains de la Contre-Réforme à la Révolution : étude sociale et culturelle d'une congrégation religieuse à l'époque moderne » à Paris 1 sous la direction de Daniel Roche. Elle est maître de conférences à l'université Paris 1 Panthéon-Sorbonne de 1994 à 2016.
En 2010, elle devient habilitée à diriger des recherches, après avoir soutenu « Prêcher à Paris sous l'Ancien Régime (v. 1640-v. 1780) : cultures, religion et société à l'époque moderne ». Elle est professeure d'histoire moderne à l'université de Lorraine depuis 2016.
En 2020, elle devient directrice du laboratoire CRULH (Centre de recherches lorrain d’histoire) à l'université de Lorraine.

## Travaux
Ses travaux portent en particulier sur les prédicateurs parisiens des XVIIe et XVIIIe siècles, étudiés au travers du dépouillement d'une série d’annonces de prédications pour les carêmes et avents à Paris. La carrière des prédicateurs, leur réputation et leur mode de désignation sont ainsi traités. L'étude de la réglementation des prêches a complété ce tableau. Ce travail a donné lieu à son dossier présenté pour son habilitation en 2010 dont les résultats ont été publiés aux éditions Classiques Garnier en 2014.
Après cette recherche, Isabelle Brian s'est concentrée sur les brefs d’indulgences accordés par Rome entre la fin du XVIe siècle et 1799 ainsi que sur la dévotion à saint Antoine de Padoue.

## Publications

### Ouvrages
- Messieurs de Sainte-Geneviève. Religieux et curés, de la Contre-Réforme à la Révolution, Paris, éditions du Cerf, 2001
- Avec Jean-Marie Le Gall, La vie religieuse en France, XVIe – XVIIIe siècle, Paris, Sedes, 2001
- Avec Alain Cabantous, Benoist Pierre et Isabelle Poutrin, Sociétés ouest-européennes XVIIe-Documents, Paris, Atlande, 2007
- Prêcher à Paris sous l'Ancien Régime, XVIIe – XVIIIe siècles, Paris, Classiques Garnier, 2014.
- En direction, Le Lieu et le Moment, Mélanges en l'honneur d'Alain Cabantous, Paris, Publications de la Sorbonne, 2015.

### Articles et chapitres d'ouvrages
- « Le monastère et l’école : les séminaires d’enfants génovéfains en Ile-de-France à la fin du XVIIe siècle », Paris et Ile-de-France, Mémoires, 1997, 48, p. 333-343.
- « Le roi pèlerin. Pèlerinages royaux dans la France moderne », Rendre ses vœux, Ph. Boutry, P.-A. Fabre et D. Julia dir., Paris, Éditions de l’EHESS, 2000, p. 363-378.
- « Le séminaire paroissial de Saint-Nicolas du Chardonnet », Annali di Storia dell’educazione, 2000,7, p. 167-179.
- « Prêcher à Paris aux XVIIe et XVIIIe siècles », Être parisien, Colloque de l’Université de Paris I, septembre 2001, C. Gauvard et J.-L. Robert dir. Paris, Publications de la Sorbonne, 2005, p. 333-349.
- « Le monde des prédicateurs à Paris, de la Fronde aux Lumières », Revue Bossuet, L’éloquence de la chaire à l’Âge classique, textes réunis et présentés par Anne Régent-Susini, supplément au no 2, 2011, p. 23-39
- « Les paroisses parisiennes et la prédication aux XVIIe et XVIIIe siècles », La paroisse urbaine du Moyen Âge à nos jours, éd. par A. Bonzon, Ph. Guignet et M. Venard, Paris, Le Cerf, 2015, p. 147-160.
- « Dévots des villes et missionnaires des campagnes », Annales de l’Est, Louis Châtellier, un historien du fait religieux, 8e série-68e année-no 1-2018, p. 31-44
- « Prédication, catéchisme et formation des fidèles », Penitenza e penitenzieria al tempo del giansenismo (secoli XVII-XVIII). Culture-teologie-prassi, Roma, Libreria editrice vaticana, 2019, p. 259-272.